# Asmate convergata
Asmate convergata är en fjärilsart som beskrevs av Charles Joseph de Villers 1789. Asmate convergata ingår i släktet Asmate och familjen mätare. Inga underarter finns listade i Catalogue of Life.